# Cretogramma engeli
Cretogramma engeli (лат.) — вид вымерших насекомых из монотипического рода Cretogramma, из подсемейства Cretanallachiinae семейства Kalligrammatidae, обнаруженный в бирманском янтаре, живший в раннем сеномане позднего мелового периода. Голотипом является образец NIGP164481.

## Этимология
Родовое название «creto» (меловой период) и «gramma» (
традиционный суффикс родовых названий в Kalligrammatidae) в
отношении геологического периода нового рода. 
Видовой эпитет «engeli» дан в честь доктора Майкла С. Энджеля
за его большой вклад в изучение ископаемых насекомых.

## Описание
Длина переднего крыла ~12-14 мм. Ширина переднеспинки чуть больше, чем её длина.
Передние и задние крылья широкоугольные с округлым
дистальным краем, оба медиальны с яйцевидным темным пятном;
нигма присутствует медиально, по крайней мере, на переднем крыле;
костальное пространство переднего крыла с переплетающимися прожилками; RP имеет 6-10
первичных ветвей; MA проксимально отделяется от R и
первоначально разветвляется от его середины, имея только две
первичные ветви; MP имеет сильно разветвлённую переднюю часть,
занимающую узкое подугольное поле; анальное пространство узкое;
сигмовидный стержень заднего крыла отсутствует.

### Самец
Длина тела ~8,0 мм; длина переднего крыла 11,6 мм. Усики с обоими перистыми сторонами.
Ротовые части сифонообразные; нижняя губа короткая, медиально слегка вогнутая;
мандибулы отсутствуют; максилла с тонкой удлиненной, голой,
лопастевидной долей, нижнечелюстные щупики пятисегментные, намного длиннее
галеа, пальпомер 5 немного длиннее, чем каждый из других пальпомеров; губа с парой удлиненных, тонких, голых и дистально
заостренных язычков, губной щупик трехсегментный, длиннее язычка, 2 щупика почти равны по длине общей длине остальных
щупиков. Переднеспинка короткая, немного шире длинной;
мезоторакс и метаторакс крепкие, мезоторакс ~ 2,0× длина
метаторакса. Ноги тонкие, с несколькими остистыми щетинками, присутствующими на
тибии; тазобедренный сустав и вертел короткие, фемур немного короче
чем тибия; тарсус пятисегментный, с постепенно укорачивающимися 1-5-ми тарсомерами; претарсус с парой тонких коготков и коротким аролиумом, несущим парные остистые щетинки.
Переднее крыло широкоугольное, с округлым дистальным краем.
Яйцевидная темная отметина присутствует медиально, с неясным краем.
Трихозоры присутствуют вдоль дистального края. Нигма присутствует в
середине крыла. Костальное пространство широкое, ~ 5,0 × ширина субкостального
пространства, с большинством поперечных жилок на дистальной половине глубоко раздвоенных и
нескольких взаимосвязанных жилок; простая плечевая жилка слегка изогнута
к основанию крыла. Субкостальное пространство немного шире, чем пространство RA, с
13-ю широко расставленными поперечными жилками. Пространство RA с девятью широко
расположенными поперечными жилками. ScP и RA не слились воедино. RP с шестью первичными
ветвями; задние три ветви глубоко раздвоены. MA, отделяющаяся
от R, первоначально разветвлённая в своей средней точке, только с двумя
первичными ветвями, каждая из которых раздвоена в сторону. MP
сильно разветвлена от проксимального положения, с тремя основными
ветвями, которые образуют узкое, подугольное поле. CuA и CuP, расходящиеся проксимально от начальной точки ветвления MP, почти параллельны друг другу на проксимальной половине, CuA с двумя короткими, слегка
раздвоенными ветвями дистально, CuP глубоко и сильно разветвлена,
по крайней мере, с четырьмя ветвями. Анальное пространство короткое и узкое.
Поперечные вены, как правило, многочисленны и широко расположены друг
от друга; присутствует внешняя градуированная серия поперечных жилок. Заднее крыло не сохранилось по большей части, не сохранились и гениталии самца.

### Самка
Всего известно два паратипа самок: NIGP164483 и NIGP164484. Переднее крыло широкое и яйцевидное, ~14,0 мм в длину. Глазное пятно тёмное и почти округлое, расположено слегка прикорневым к середине длины крыла. Поперечные жилки присутствуют по всему крылу. Костальное пространство широкое и суженное
к вершине крыла. Костальные жилки извилистые, с несколькими
простыми базальными ветвями, а все остальные раздвоенные. Субкостальное пространство немного
уже, чем пространство RA, и обе области с широко
расположенными поперечными венами. ScP и RA не срослись дистально. RP с десятью первичными
ветвями; каждая ветвь проходит прямолинейно и
несколько раз разветвляется дистально, за исключением пятой ветви RP, сильно разветвленной в её начале. MA
раздвоена дистально до середины крыла. MP хорошо развита и раздвоена
от основания до МА. CuA простая и раздвоена дистально. CuP раздвоена гораздо сильнее
по отношению к CuA и несколько раз раздвоена дихотомически. A1
слегка раздвоен примерно на середине своей длины. А2 хорошо развита. A3 короткая.